# Молекул
Молекул (лат. molecula: мала маса, од лат. moles: маса), стабилна целина удружених атома. Молекул чине атоми (два или више) повезани електронима у ковалентној вези. Молекул се може састојати од атома истих елемената (молекул елемента) на пример кисеоник у ваздуху који удишемо налази се у молекули 2. Може се састојати и од атома различитих елемената (молекул једињења) на пример водоник (H) и кисеоник (O) граде воду .
{\displaystyle {\mathit {2}}H{\scriptstyle {\text{2}}}+O{\scriptstyle {\text{2}}}\longrightarrow {\mathit {2}}H{\scriptstyle {\text{2}}}O}
Молекули су сувише мали да би се видели голим оком. Димензија су од 0,1 до 100 нанометара (0,0000000001 до 0,00000001 m) мада има и изузетака. Рецимо макромолекул ДНК а нарочито инструменталне методе.
Однос елемената који граде једињење, изражава се емпиријском формулом. На пример, воду граде водоник и кисеоник у односу 2:1, , а етил алкохол, (етанол) угљеник, водоник и кисеоник у односу 2:6:1, . Овај однос не мора увек да одређује јединствени молекул - диметил етар има исти однос као етанол, на пример. Молекули који се састоје од истих атома али у различитом распореду се зову изомери.
Хемијска или молекулска формула одређује тачније редослед атома који граде молекул па је формула етанола  а диметилетра . За представљање сложенијих молекула где атоми могу бити различито распоређени у простору користе се структурне формуле. Молекулска маса је збир маса атома који чине молекул, и попут атомске, изражава се у атомским јединицама масе (атомска јединица масе = 1/12 масе изотопа 12C).
Дуго се мислило да су дужине хемијски веза и њихови углови у молекулу константни. Међутим, модерним структурним методама нађено је да се геометрија хемијске везе незнатно мења, нарочито код сложенијих молекула.
Наука о молекулима се назива молекулском хемијом или молекулском физиком, у зависности од тога да ли је фокус на хемији или физици. Молекулска хемија се бави законима који владају над интеракцијама између молекула које доводе до формирања и разлагања хемијских веза, док се молекулска физика бави законима о молекулским структурама и њиховим својствима. Међутим, у пракси разлика није јасно дефинисана. У наукама о молекулима, молекул се састоји од стабилног система са два или више атома. Полиатомиски јони се могу сматрати наелектрисаним молекулима. Термин нестабилни молекул се користи за веома реактивне врсте, тј., краткотрајне констракте (резонанције) електрона и језгара, као што су радикали, молекулски јони, Ридбергови молекули, прелазна стања, ван дер Валсови комплекси, или системи колизирајућих атома као у Бозе-Ајнштајновом кондензату.

## Историја и етимологија
У Merriam-Webster речнику и Онлајн етимолошком речнику, реч "молекул" је изведена из латинске речи "мол" или мала јединица масе.
Молекул (1794) – „екстремно мала честица“, од фр. molécule (1678), из модерног латинског molecula, диминутива латинке речи moles „маса, баријера“. Ово наизглед непрецизно значење речи (коришћено до касног 18. века само у латинској форми) проистиче из Декартесове филозофије.
Дефиниција молекула је еволуирала са повећањем знања о структури молекула. Ране дефиниције су биле мање прецизне, и дефинисале су молекуле као најмање честице чистих хемијских супстанци које задржавају своју композицију и хемијска својства. Та дефиниција често није одржива, пошто многе супстанце, као што су стене, соли, и метали, састављене од великих кристалних мрежа хемијски везаних атома или јона, и не састоје се од засебних молекула.

## Величина молекула
Већина молекула је сувише мала да би се могла видети голим оком, мада постоје изузеци. ДНК макромолекул може да досегне макроскопске величине, као и молекули многих полимера. Молекули који су уобичајени градивни блокови у органској синтези имају димензије од неколико ангстрема (Å) до неколико десетина Å. Појединачни молекули се обично не могу уочити путем обичног светла (као што је горе поменуто), али се мали молекули и чак обриси појединачних атома могу назрети у појединим околностима употребом микроскопа атомских сила.

### Најмањи молекулски пречник
Најмањи молекул је диатомски водоник (2), са дужином везе од 0,74 Å.

### Највећи молекулски пречник
Мезопорозна силика је произведена са дијаметром од 1000 Å (100 nm)

### Пречник
Ефективни молекулски пречник је величина који молекул има у раствору.
Табела пермселективности за разне супстанце садржи примере.

## Формуле молекула

### Типови хемијских формула
Хемијска формула молекула се састоји од низа симбола хемијских елемената, бројева, а понекад и других симбола, као што су мале, средње и витичасте заграде, цртице, плус (+) и минус (−) знаци. Формуле су ограничене на појединачне типографске линије симбола, које могу да обухвате субскрипте и суперскрипте.
Емпиријска формула једињења је веома једноставни тип хемијске формуле. Она је најједноставнији целобројни однос хемијских елемената од којих се једињење састоји. На пример, вода се увек састоји од атома водоника и кисеоника у односу 2:1, а етил алкохол или етанол се увек састоји од угљеника, водоника, и кисеоника у односу 2:6:1. Међутим, то јединствено не одређује врсту молекула – на пример диметил етар има исти однос атома као етанол. Молекули са истим атомима у различитим аранжманима се називају изомерима. Такође угљени хидрати, на пример, имају исти однос (угљеник:водоник:кисеоник = 1:2:1) (и стога исту емпиријску формулу), али различите тоталне бројеве атома у молекулу.
Молекулска формула одражава прецизан број атома од којих се молекул састоји и тако карактерише различите молекуле. Различити изомери могу да имају исти атомски састав, мада су различити молекули.
Емпиријска формула је обично иста као и молекулска формула, иако то није увек случај. На пример, молекул ацетилена има молекулску формулу , док је најједноставнији целобројни однос елемената CH.
Молекулска маса се може израчунати из хемијске формуле и изражава се у конвенцијалној атомској јединици масе једнакој 1/12 масе неутралног атома угљеника-12 (12C изотопа). За умрежене чврсте материје се користи термин формула јединице у стехиометријским прорачунима.

### Структурна формула
За молекуле са компликованом тродимензионом структуром, посебно код молекула који садрже атоме са четири различита супституента, једноставна молекулска формула или чак полуструктурна хемијска формула, није довољна да потпуно опише молекул. У том случају се користи графички тип формуле који се назива структурном формулом. Структурне формуле могу да се представе једнодимензионим хемијским именом, мада таква хемијска номенклатура захтева знатан број речи и чланова који нису део хемијских формула.
|                   | Структурне формуле | Структурне формуле | Структурне формуле | Структурне формуле    | Остали облици      | Остали облици      | Остали облици |
| Луисова структура | Валентна формула   | Ната пројекција    | Скелетална формула | Конституциона формула | Молекулска формула | Емпиријска формула |               |
| ----------------- | ------------------ | ------------------ | ------------------ | --------------------- | ------------------ | ------------------ | ------------- |
| Метан             |                    |                    |                    | не постоји            |                    |                    |               |
| Пропан            |                    |                    |                    |                       |                    |                    |               |
| Сирћетна киселина |                    |                    |                    |                       |                    |                    |               |
| Вода              |                    |                    |                    | не постоји            | не постоји         |                    |               |

Општи просторни молекуларни модели су просторно-пуњавајући и штапићасти модел.

## Геометрија молекула
Молекули имају фиксне равнотежне геометрије — дужине веза и углова — око којих они непрестано осцилују путем вибрационих и ротационих кретања. Чисте супстанце се састоје од молекула са истим просечним геометријским структурама. Хемијска формула и структура молекула су два важна фактора који одређују његова својства, посебно његову реактивност. Изомери имају исту хемијску формулу али нормално имају веома различите особине услед њихових различитих структура. Стереоизомери, специфични тип изомера, могу да имају веома слична физичко-хемијска својства, а истовремено различите биохемијске активности.

## Молекулска спектроскопија
Молекулска спектроскопија се бави респонсом (спектром) молекула који интерагују са тестним сигналима познате енергије (или фреквенције, у складу са Планковом формулом). Молекули имају квантизоване енергијске нивое, који се могу анализирати детектовањем молекулске енергије размене путем апсорбанције или емисије.
Спектроскопија се генерално не односи на дифракционе студије где честице попут неутрона, електрона, или високо енергетских X-зрака формирају интеракције са регуларним аранжманом молекула (као што је то случај са кристалима).

## Теоретски аспекти
Изучавање молекула у молекулској физици и теоретској хемији је углавном базирано на квантној механици и есенцијално је за разумевање хемијске везе. Најједноставнији молекул је водонични молекулски јон, H2+, и најједноставнија од свих хемијских веза је једноелектронска веза. H2+ се састоји од два позитивно наелектрисана протона и једног негативно наелектрисаног електрона, што значи да се Шредингерова једначина система може лакше решити услед недостатка електрон–електрон репулзије. Са развојем брзих дигиталних рачунара, приближна решења за компликованије молекуле су постала могућа и један су од главних аспеката рачунарске хемије.
У покушају да ригорозно дефинише аранжман атома који је довољно стабилан да би се сматрао молекулом, IUPAC сугерише да он мора да одговара „удубљењу на површини потенцијалне енергије које је довољно дубоко да ограничи бар једно вибрационо стање“. Ова дефиниција није зависна од природе интеракције између атома, него само од јачине интеракције. Заправо, она обухвата само слабо везане врсте аранжмана који се традиционално не би сматрали молекулима, као што су хелијумски димер, He2, који има једно вибрационо везано стање и у тој мери је лабаво везан да се једино може уочити на веома ниским температурама.
Да ли је или не аранжман атома „довољно стабилан“ да би се сматрао молекулом је инхерентно операциона дефиниција. Филозофски, стога, молекул није фундаментални ентитет (у контрасту, на пример са елементарном честицом); већ је концепт молекула хемичарски начин прављења корисних изјава о јачини интеракција на атомској скали.